# Салобренья
Салобренья (ісп. Salobreña) — муніципалітет в Іспанії, у складі автономної спільноти Андалусія, у провінції Гранада. Населення — 12 821 особа (2010).
Муніципалітет розташований на відстані близько 410 км на південь від Мадрида, 49 км на південь від Гранади.
На території муніципалітету розташовані такі населені пункти: (дані про населення за 2010 рік)
- Калета-Ла-Гуардія: 701 особа
- Лобрес: 1077 осіб
- Салобренья: 9466 осіб
- Плая: 929 осіб
- Ладерас: 648 осіб

## Демографія
Динаміка населення (INE ):

## Галерея зображень

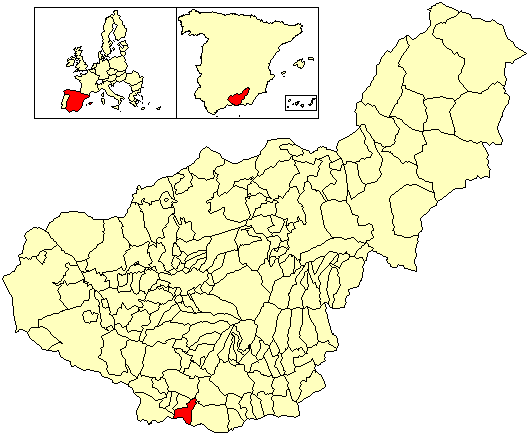
Розташування муніципалітету у провінції Гранада
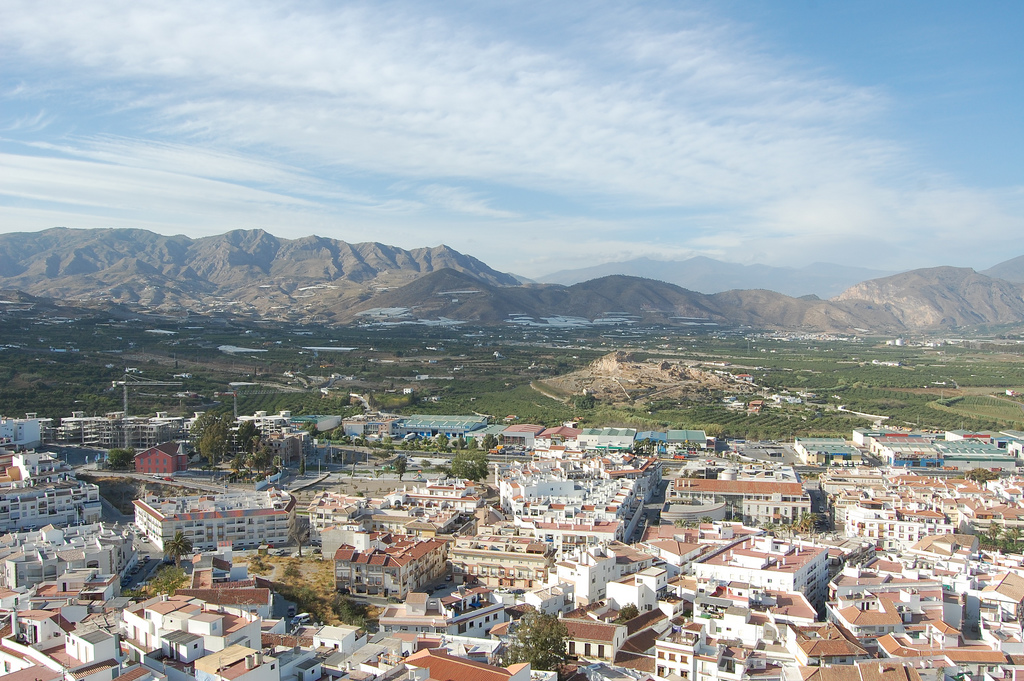
Салобренья
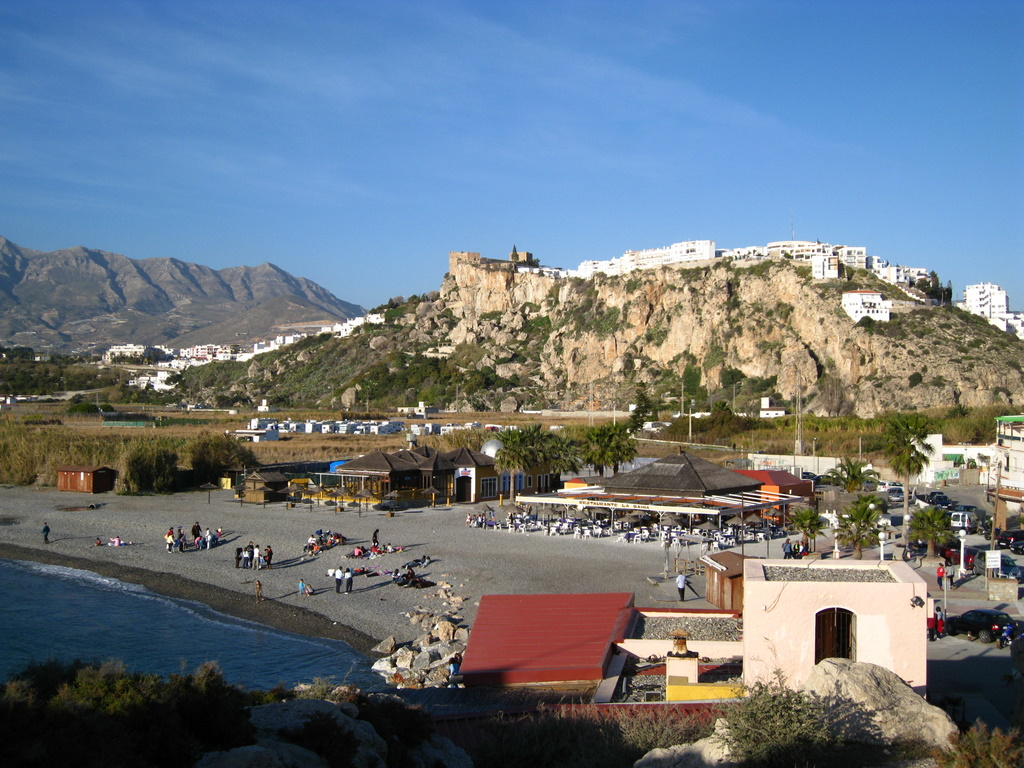
Пляж Ла-Гуардія, Салобренья
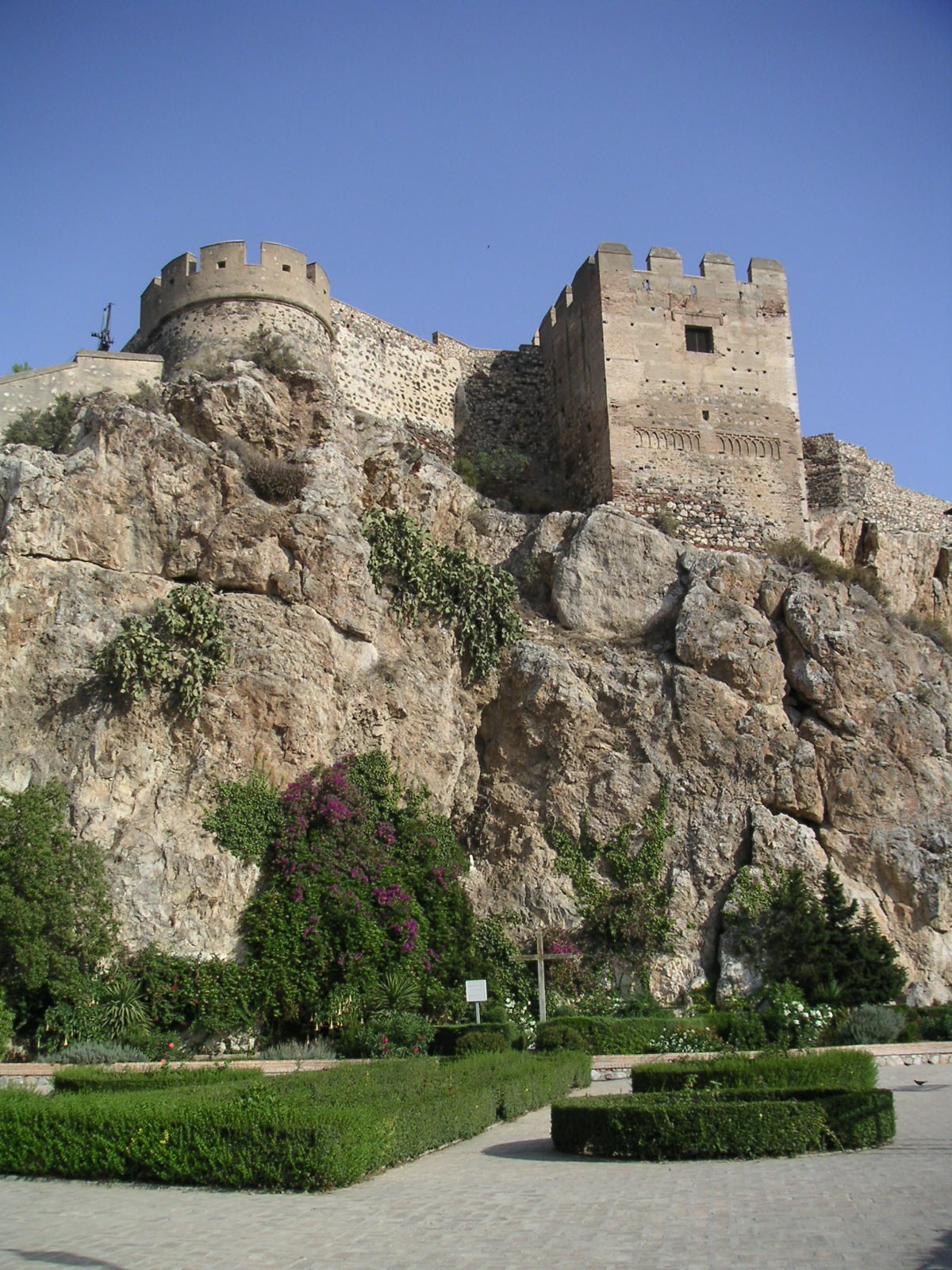
Замок Салобреньї
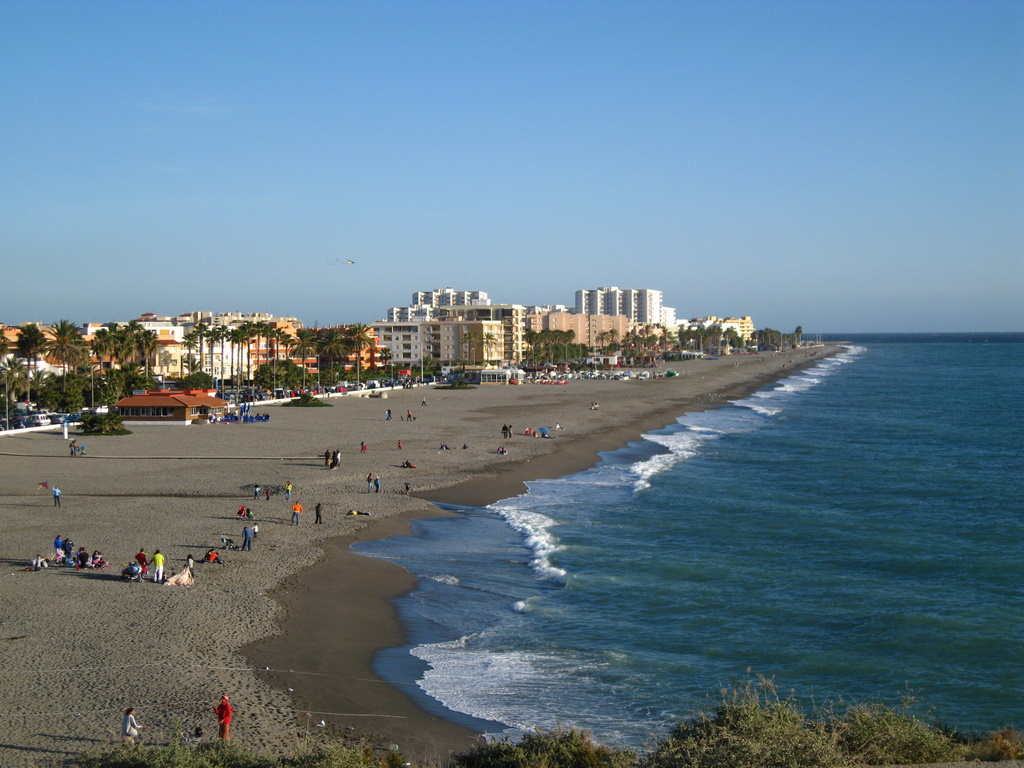
Пляж у Салобреньї